# 沃森·琼斯
沃森·琼斯（英語：Watson Jones），美国音频工程师。他曾因电影明月冰心-照杏林提名奥斯卡最佳音响效果奖。

## 部分影视作品
- 明月冰心-照杏林（英语：Not as a Stranger） (1955)[1]